# Pterogramma sublugubrina
Pterogramma sublugubrina är en tvåvingeart som först beskrevs av Malloch 1912.  Pterogramma sublugubrina ingår i släktet Pterogramma och familjen hoppflugor. Inga underarter finns listade i Catalogue of Life.